# Falzar (auteur)
Pour les articles homonymes, voir Falzar.
François Dhondt, dit Falzar, né le 15 avril 1961 à Mons (province de Hainaut), est un scénariste de bande dessinée humoristique belge.

## Biographie
François Dhondt naît le 15 avril 1961 à Mons. Lecteur passionné dès son enfance de livres et de bandes dessinées, il s'amuse à dessiner mais surtout, à écrire des histoires. Il suit une formation d'instituteur, puis il change d'orientation et suit des cours de criminologie. Après avoir obtenu sa licence, il se réoriente à nouveau et commence sa carrière professionnelle comme animateur dans le cadre d'un hôpital psychiatrique. En 1991, il fait une rencontre marquante en la personne d'un voisin, lui aussi instituteur et amateur de bande dessinée : Zidrou. Ils font ensemble le tour des éditeurs et fondent une sorte de studio. Aux côtés de la dessinatrice Carine De Brab, ils font leur entrée au journal de Spirou avec un récit en 3 planches intitulé La Triste Fin du père Noël. Ce même trio voit sa première grande série lancée chez Casterman : Margot et Oscar Pluche, dont six albums sont publiés de 1992 à 1997. La série est ensuite rebaptisée Sac à puces, en hommage au héros principal du récit, le chien de Margot, qui vit une existence quasi clandestine au foyer de la petite fille. Désormais prépubliée dans Spirou, elle aura 9 albums publiés aux éditions marcinelloises Dupuis de 1999 à 2009. Chaque volume de cette chronique familiale délivre un petit message. Parallèlement, Thierry Tinlot, rédacteur en chef de Spirou, confie au duo de scénaristes nombre d'animations du journal pour lequel il adoptera le pseudonyme commun « les Potaches ». Falzar, avec ou sans Zidrou, participe activement à l'animation de l'hebdomadaire, rédigeant des gags et autres courtes histoires complètes pour de nombreux dessinateurs, dont certains auront avec lui des collaborations régulières. Ainsi, pour le dessinateur Blatte, il scénarise les exploits de Johnny Têtard, série éphémère créée en 1998.
Il crée au début des années 1990, la série Max et Bouzouki avec David Evrard au dessin pour la revue Bonjour des Éditions Averbode.
Max et Bouzouki obtiennent leur propre mensuel éponyme en 2004 (112 numéros au compteur et 15 albums édités chez Kennes éditions). Il publie un petit album de BD à destination des jeunes lecteurs Lou et Loulou en septembre 1996 dans la collection « Les Potaches » aux éditions Bilboquet d'Averbode). À destination de ce même lectorat, il crée encore les séries Rose et Grouk-Grouk et La Famille Monstre éditées par Rageot.
En 2009, les éditions Vents d'Ouest éditent sa série Edwin et les Twins (dessin David Evrard).
En octobre 2009, Edwin et les Twins reçoit le Grand Prix des Lecteurs du Journal de Mickey,.
Il aborde l'univers politique, en publiant Bad Bartje — l'enfance fantasmée de Bart De Wever, politicien flamand séparatiste —, dessiné par Marco Paulo chez Kennes éditions en 2014. En 2017, en collaboration avec Zidrou, il adapte en bande dessinée le succès établi best-seller de Romain Puértolas sur un dessin de Kyung Eun Park, pour l'éditeur Jungle. L'univers du film Les Tuche est à la base des gags de Falzar qu'illustre Marco Paulo dans deux albums parus chez Michel Lafon en 2017-2018. En mars 2023, il lance le même jour deux séries : Les Chicoufs aux éditions Soleil avec Serge Carrère et Mon papy Titanic avec Marco Paulo aux éditions Bamboo (3 tomes en 2025). En 2024, il lance la série Red dessinée par Antonello Dalena aux Éditions de la Gouttière. Cette série jeunesse conte l'histoire du prince Reginald-Edouard las du protocole du palais et désireux de partager la vie du peuple pendant un an (2 tomes en 2025). Il écrit aussi seul le scénario de la série Margot et Oscar de l'opus Jardin secret publié aux Éditions du Tiroir. Il sort encore Deux toits, un chez-moi ? avec la dessinatrice Pacotine dans la collection « Ensemble » aux éditions Kennes en juin. L'album met en scène quatre adolescents fréquentant le même établissement scolaire. 
Par ailleurs, Falzar écrit des pièces de théâtre ainsi que des chansons.

### Vie privée
Falzar est père de cinq enfants.
Il demeure à Ottignies dans le Brabant wallon en 2009.

## Œuvres publiées

### Albums de bande dessinée
Liste sélective

### Livres Jeunesse

#### Lou et Loulou
- Lou et Loulou font les fous, Zidrou (Coscénario), Hugo Van Look (Illustrations), Bilboquet-Valbert coll. « Les Potaches », septembre 1996  (ISBN 9782841810420)

#### Vacances joyeuses
- Vacances joyeuses, Olivier Latyk (Illustrations), Casterman, coll. « Romans Six Et Plus » no 199, 18 mars 2002  (ISBN 9782203128675)

#### Rose et Grouk-Grouk
- Bienvenue, mammouth !, Marion Barraud (Illustrations), Rageot, 11 octobre 2017  (ISBN 9782700254204)
- Où es-tu, mammouth ?, Marion Barraud (Illustrations), Rageot, 11 octobre 2017  (ISBN 9782700254198)
- À table, mammouth !, Marion Barraud (Illustrations), Rageot, 23 mars 2018  (ISBN 9782700254259)

#### La Famille Monstre
- La Famille Monstre et la soupe au poivre, Nikol (Illustrations), Rageot, 16 janvier 2019  (ISBN 9782700259735)
- Julot Monstre joue dans le jardin, Nikol (Illustrations), Rageot, 16 janvier 2019  (ISBN 9782700259742)
- La Famille Monstre débarque à la piscine, Nikol (Illustrations), Rageot, 5 juin 2019  (ISBN 9782700259759)
- La Famille Monstre a peur du noir, Nikol (Illustrations), Rageot, 4 septembre 2019  (ISBN 9782700259780)
- Le Noël de la famille Monstre, Nikol (Illustrations), Rageot, 14 octobre 2020  (ISBN 9782700259803)
- Bonne fête papa Monstre !, Nikol (Illustrations), Rageot, 5 mai 2021  (ISBN 9782700259797)

#### Grandir avec les Schtroumpfs
Grandir avec les Schtroumpfs est une série de dix histoires de 40 pages chacune publiées chez Le Lombard à partir d'août 2020 et destinés aux enfants à partir de trois ans. Dans ces histoires, les Schtroumpfs sont confrontés à des problèmes de la vie quotidienne, du type de ceux que peuvent également rencontrer les jeunes enfants. Chaque album s'accompagne d'un dossier pédagogique rédigé par Diane Drory.
Scénario : Thierry Culliford, Falzar - Dessin : Antonello Dalena
Liste des titres :
- Le Schtroumpf qui avait peur du noir  (ISBN 9782390570004)
- Le Schtroumpf qui était maladroit  (ISBN 9782390570011)
- Le Schtroumpf qui n'aimait que les desserts  (ISBN 9782390570028)
- La Schtroumpfette est un Schtroumpf comme les autres  (ISBN 9782390570035)
- Le Schtroumpf qui trouvait tout injuste  (ISBN 9782390570042)
- Le Schtroumpf qui racontait des mensonges  (ISBN 9782390570059)
- Le Schtroumpf qui voulait tout tout de suite  (ISBN 9782390570066)
- Le Schtroumpf qui jetait ses déchets n'importe où  (ISBN 9782390570073)
- Le Schtroumpf qui avait perdu un ami  (ISBN 9782390570080)
- Le Schtroumpf qui se sentait rejeté  (ISBN 9782803680320)
- Le Schtroumpf qui n'était pas poli, 2022  (ISBN 978-2-390-57037-0)
- Le Schtroumpf qui ne voulait pas prêter ses affaires, 2022  (ISBN 978-2-390-57038-7)
- Le Schtroumpf qui avait peur de rater, 2024  (ISBN 978-2-390-57051-6)
- Le Schtroumpf qui était jaloux, 2024  (ISBN 9782390570523)

### One shots
- L'Extraordinaire Voyage du fakir qui était resté coincé dans une armoire Ikéa, Éditions Jungle, 2017
Scénario : Falzar, Zidrou (adaptation du roman éponyme de Romain Puértolas) - Dessin : Kyung Eun Park, Samir Dahmani - Couleurs : 1ver2ânes -  (ISBN 978-2-8222-1584-8)

## Prix
- 1993 : Prix Corentin Junior, pour la série Margot et Oscar Pluche, Casterman, décerné par Raphaël Cuvelier en souvenir du personnage Corentin imaginé par son frère Paul Cuvelier au premier salon du livre pour la jeunesse de Jurbise en décembre 1993, partagé avec Carine De Brab et Zidrou[56] ;
- 2009 :  Grand Prix des Lecteurs du Journal de Mickey pour Edwin et les Twins, avec David Evrard[6].

#### Livres
: document utilisé comme source pour la rédaction de cet article.
- Henri Filippini, « Falzar », dans Dictionnaire de la bande dessinée, Paris, Bordas, 2005, 912 p., ill. ; 27 cm (ISBN 9782047299708 et 2047299705, OCLC 1009545288, présentation en ligne), p. 758. .
- Philippe Mellot, Michel Denni, Laurent Turpin et Isabelle Morzadec, Trésors de la bande dessinée : BDM 2021-2022 - Catalogue encyclopédique et Argus, Paris, Les Arènes, novembre 2020, 22e éd., 1700 p., ill. ; 23 cm (ISBN 9791037502582, OCLC 1240308146, présentation en ligne), p. 120, 363, 469, 587, 636, 738, 796, 810, 1104, 1124, 1389, 1491. .

#### Articles
- E411 et Falzar (interviewés par Nicolas Anspach), « E411 et Falzar : "Il ne faut pas prendre les lecteurs pour des andouilles décervelées" », ActuaBD,‎ 4 mars 2009 (lire en ligne, consulté le 14 avril 2023).